# Spiroctenus fuligineus
Spiroctenus fuligineus is een spinnensoort in de taxonomische indeling van de bruine klapdeurspinnen (Nemesiidae).
Spiroctenus fuligineus werd in 1902 beschreven door Pocock.